# بوئين العليا (مقاطعة بانة)
بوئین العلیا (بالفارسية: بوئین علیا) هي قرية تقع في إيران في قسم بوئین الريفي. يقدر عدد سكانها بـ 354 نسمة .